# Jurământ de credință (Evul Mediu)

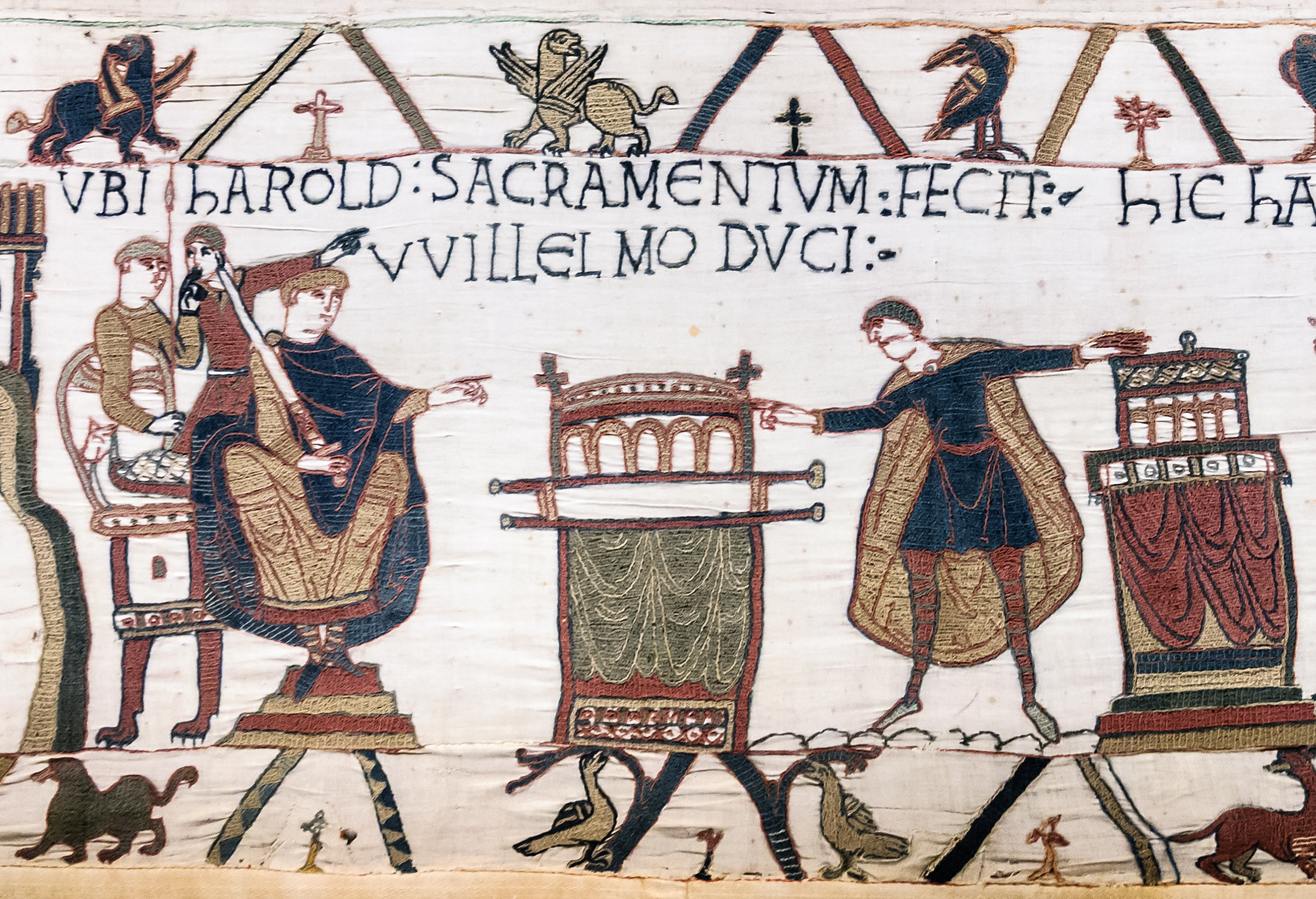
Tapiseria de la Bayeux (secolul al XI-lea) – reprezentarea ritualului în care contele Harald Godwinson de Wessex (ulterior Harold al II-lea al Angliei), depune jurământul de credință Ducelui de Normandia, William (ulterior supranumit „Cuceritorul”)

Jurământul de credință sau jurământul de loialitate (în germană Lehnseid) era în Evul Mediu un element fundamental pentru sistemul feudal. Acest jurământ era depus atât de cel înfeudat, vasalul, cât și de suzeranul feudal.
Jurământul de credință se depunea într-o ceremonie tradițională, numită Omagiere, în timpul căreia vasalul rostea jurământul în timp ce atingea un relicvariu, apoi își punea simbolic mâinile, împreunate ca la rugăciune, în cele ale suzeranului. Jurământul includea promisiunea de loialitate a vasalului față de stăpânul feudal și acceptarea consecințelor nerespectării jurământului său. Acest ritual cuprindea, de asemenea, promisiunea suzeranului de loialitate și de protecție față de vasalul său.
În cazul celor mai importante feude ale Sfântului Imperiu Roman, așa-numitele feude cu steaguri ale principilor, ceremonialul depunerii jurământului era urmat de predarea unei sulițe de care erau legate steagurile cu stemele teritoriilor cu care vasalul era înfeudat, ca simboluri ale armatelor lor.
În Evul Mediu târziu înfeudarea și jurământul de credință erau întotdeauna confirmate prin emiterea unui document. Dacă distanța dintre vasal și suzeran era foarte mare, cel din urmă putea numi un reprezentant în fața căruia era depus jurământul. Deseori ritualul a fost reprezentat în cronicile Evului mediu târziu și ale Epocii moderne timpurii.